# Quintil
Na estatística descritiva, um quintil é qualquer um dos valores de uma variável que divide o seu conjunto ordenado em cinco partes iguais.
Assim, no caso duma amostra ordenada,
- primeiro quintil (designado por Q1/5) = é o valor até ao qual se encontra 20% da amostra ordenada = 20º percentil, ou 2º decil
- segundo quintil (designado por Q2/5) = é o valor até ao qual se encontra 40% da amostra ordenada = 40º percentil, ou 4º decil.
- terceiro quintil (designado por Q3/5) = é o valor até ao qual se encontra 60% da amostra ordenada = 60º percentil, ou 6º decil.
- quarto quintil (designado por Q4/5) = é o valor até ao qual se encontra 80% da amostra ordenada = 80º percentil, ou 8º decil.

O termo quintil também é utilizado, por vezes, para designar uma das quintas partes da amostra ordenada.
Em Astronomia, quintil utiliza-se para representar a distância angular correspondente a um quinto do Zodíaco, ou seja 72º.
A palavra quintil deriva do latim quintus, que significa quinto.

## Outras medidas
A população ou amostra também pode ser divida em outros quantis, i.e. 10 partes de 10% cada, originando os decis ou em 100 partes de 1% obtendo-se os percentis.